# Elias Fausto
Pour les articles homonymes, voir Elias et Fausto (homonymie).
Elias Fausto est une municipalité brésilienne de l'État de São Paulo et la Microrégion de Campinas.